# Kickboxning

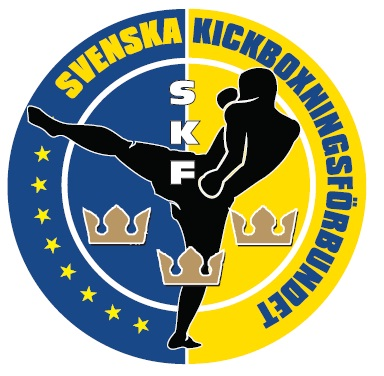
Svenska Kickboxningsförbundet

Kickboxning eller sparkboxning är en kampsport som växte fram i USA under 1970-talet.
I ett historiskt perspektiv så skapades kickboxningen i USA för att olika stilar inom stående kampsport skulle kunna mötas under gemensamma regler. Det visade sig tidigt att Kyokushin på den tiden hade bäst bentekniker och att boxarna hade bäst handtekniker, utifrån vilket en viss gemensam stil utvecklades. Tidiga namn på kickboxning blev följaktligen full-contact karate och sportkarate. I dag är kickboxning en egen sport och idrott, men fortfarande inte en stil utan som ett samlat regelsystem, vilket numera även har utvecklats till flera tävlingssystem. Utan krav på att följa gamla traditioner kan kickboxningen utvecklas, anpassa sig till utövarnas krav och ta till sig modern forskning kring psykologi, pedagogik och fysisk träning.
Internationellt används ofta kickboxning som ett samlingsnamn för kampsporter som innehåller slag och sparkar. Tävlingsformer globalt i kickboxning är bland annat: kickboxing full contact, kickboxing low kick, Thai-kickboxing, kickboxing light contact, kickboxing semi contact, kickboxing freestyle forms och aero kickboxing. 
I Sverige används tävlingsformerna lättkontaktsgraderna Light Contact (LC) och Kick Light (KL) samt fullkontaktsgrenarna Full Contact (FC), Low Kick(LK) och K1. Namnen ändrades nyligen av WAKO 
FC (Full Contact) är den ursprungliga kickboxningsgrenen. Där tillåts all boxning, fast endast sparkar över midjan. Utövarna ska ha långa byxor när de tävlar. Herrar tävlar i bar överkropp och damerna med tätt åtsittande plagg. 
Skydd som bärs på amatörnivå: Hjälm, grenskydd, skenbensskydd och fotskydd. För kvinnor även bröstskydd. 
LK (Low Kick) tillåter samma tekniker som FC, dock är det även tillåtet att sparka mot motståndaren ben (lår).
Utövarna skall bära korta byxor som slutar ovanför knäleden. Herrar tävlar i bar överkropp och damerna med tätt åtsittande plagg. 
Skydd som bärs: Hjälm, grenskydd, skenbensskydd och fotskydd. För kvinnor även bröstskydd. 
K1 härstammar från Japan och tillåter samma som LK, fast det är även tillåtet med knän och tillfällig clinch där man får avverka obegränsat antal tekniker (då ofta knä) under 5 sekunder. Internationellt är det inte längre tillåtet att fånga motståndarens ben men detta är möjligt att tävla med i Sverige efter särskild ansökan vid tävlingssanktion. 
Utövarna skall bära korta byxor som slutar ovanför knäleden. Herrar tävlar i bar överkropp och damerna med tätt åtsittande plagg. 
Skydd som bärs: Hjälm, grenskydd, skenbensskydd i strumpformat (skyddar inte hela foten utan slutar strax framför fotleden). För damer även bröstskydd. 
LC (Light Contact) är samma regelsystem som FC, fast motståndarna får endast träffa varandra med maximalt cirka 70% av kraften i teknikerna, annars blir de diskvalificerade. Både herrar och damer tävlar i långa byxor och tätt åtsittande plagg på överkroppen. 
Skydd som bärs: Hjälm, grenskydd, skenbensskydd och fotskydd. För damer även bröstskydd. 
KL (Kick Light) är samma som LC, fast där även låga sparkar är tillåtna.
Både herrar och damer tävlar i korta byxor som slutar ovanför knäleden och tätt åtsittande plagg på överkroppen. 
Skydd som bärs: Hjälm, grenskydd, skenbensskydd och fotskydd. För damer även bröstskydd. 
Matcherna i fullkontaktsdisciplinerna pågår i 3×2 minuter med en minuts rondvila.
I turneringsformat skiljer LC sig något då det kan avgöras över 2 ronder*2 minuter fram till finalen som alltid går över 3*2 minuter.
I Sverige kan man även tävla från ungdom fyllda 10 år genom Svenska WTKA-förbundet. Denna tävlingsform är light-contact och kan jämföras med så kallad diplomboxning. Uppskattningsvis mellan 5 och 10 % av dem som tränar kickboxning i Sverige tävlar i kickboxning. Detta innebär att föreningarnas verksamhet i huvudsak är inriktad mot människor som tränar, men inte tävlar.
I Sverige genomförs en gång om året ett svenskt mästerskap för LC och KL samt ett för LK, FC och K1. Detta mästerskapet det enda mästerskapet sanktionerat av Riksidrottsförbundet och Svenska Budo & Kampsportsförbundet. Dock gör fler organisationer anspråk på titeln "SM". Svenska idrottsministeriet har klargjort att vart förbund har rätt att arrangera sitt eget SM och att inget SM kan vara officiellt utan representerar endast den arrangerande organisationen.  [källa behövs]
Den största internationella organisation som administrerar kickboxning heter World Association of Kickboxing Organisations, WAKO. I Sverige finns två olika förbund som administrerar kickboxning: Svenska kickboxningsförbundet, som är internationellt anslutet till WAKO, och Svenska WTKA Förbundet, som är internationellt anslutna till WTKA International. Svenska WTKA Förbundet har två sektioner som administrerar WKA (World Kickboxing association) och IAKSA (International Amateur Kickboxing Sport Association) och är representant för deras verksamhet i Sverige. WKF (World Kick-boxing Federation) har etablerats i Sverige men har ännu ingen verksamhet i Sverige, tidigare fanns även ISKA representerade i Sverige men deras verksamhet har avvecklats.
WKN har proffsverksamhet i Sverige som administreras av Håkan Ozan som är PRO Promotor och deras sanktion för tävlingsarrangemang administreras av Svenska Kickboxningsförbundet gentemot länsstyrelsen.

## Förbund
| Förbund                                                               | Website                                                                      |
| --------------------------------------------------------------------- | ---------------------------------------------------------------------------- |
| World Association of Kickboxing Organizations (W.A.K.O)               | http://www.wakoweb.com                                                       |
| World amateur sport Kickboxing Organization (W.A.S.K.O.)              | http://www.dovuscu.com/                                                      |
| World Traditional Karate & Kick-boxing Association (W.T.K.A)          | https://web.archive.org/web/20120420143626/http://www.wtkainternational.com/ |
| International Kickboaxing Board of Control (IKBC)                     | http://www.ikbc.org/                                                         |
| The World Kickboxing & Karate Association (W.K.A.)                    | https://web.archive.org/web/20170614113347/http://kickboxing-wka.co.uk/      |
| World Kickboxing Network (W.K.N.)                                     | http://www.worldkickboxingnetwork.com/                                       |
| World Kickboxing Union (W.K.U.)                                       | http://www.wku-kickboxing.com/                                               |
| World Kickboxing Federation (W.K.F.)                                  | https://web.archive.org/web/20190605061538/http://www.wkfkickboxing.com/     |
| International Kickboxing Federation (IKF) - Prof & Amateur Kickboxing | http://www.ikfkickboxing.com                                                 |
| World Federation of Kickboxing (WFK)                                  | https://web.archive.org/web/20180520015742/http://www.wfk-gov.com/           |
| Professional Kickboxing Association (P.K.A)                           | http://www.pkakickboxing.com/                                                |
| Svenska WTKA Förbundet (WTKA SWEDEN)                                  | http://www.wtka-sweden.se                                                    |